# Universitas Cenderawasih
Universitas Cenderawasih (Uncen) – indonezyjska uczelnia publiczna w Jayapurze (prowincja Papua). Została założona w 1962 roku.

## Wydziały
- Fakultas Ekonomi
- Fakultas Hukum
- Fakultas Ilmu Keolahragaan
- Fakultas Kedokteran
- Fakultas Keguruan dan Ilmu Pendidikan
- Fakultas Teknik
- Fakultas Ilmu Sosial dan Ilmu Politik
- Fakultas Matematika dan Ilmu Pengetahuan Alam

Źródło: .